# 18334 Дроздов
18334 Дроздо́в  (18334 Drozdov) — астероїд головного поясу, відкритий 2 вересня 1987 року.
Тіссеранів параметр щодо Юпітера — 3,384.
Названий на честь Миколи Миколайовича Дроздова, професора МДУ, який з 1975 року є ведучим телепередачі «У світі тварин».